# Rodrigo José
Rodrigo José, nome artístico de Rodrigo Alves Emke (Americana, 19 de março de 1975) é um cantor e compositor brasileiro de estilo popular-romântico.
Influenciado por artistas como Elvis Presley, Amy Winehouse, Tim Maia, Odair José e Sidney Magal, criou um estilo peculiar unindo a música popular romântica brasileira ao soul, rock e blues.

## Biografia
Começou a compor após uma traição sofrida em um namoro. Gravou seu primeiro disco independente em 1998 com o título "Rodrigo Emke - Penso em você" e conseguiu algum destaque regional com a música Anjos.
Suas musicas também foram utilizadas em trilhas sonoras de filmes nacionais e  minisséries como a canção "Eu Te Amo" no filme "A Jeitosinha" de Sergio Lacerda e Johil Carvalho e outras 10 músicas na minissérie "Eu, a Vó e a Boi" de Miguel Falabela no Globo.